# Ivonka Survilla
Ivonka Survilla (belorusko Івонка Сурвілла, rojena Iwonka Szymaniec, belorusko Івонка Шыманец), beloruska političarka, predsednica Rade Beloruske ljudske republike, beloruske vlade v izgnanstvu, * 11. april 1936, Stovbci, Druga poljska republika.

## Zgodnje življenje
Ivonka Survilla se je rodila kot Iwonka Szymaniec v kraju Stovbci, ki je bil takrat del Druge poljske republike (Zahodna Belorusija), inženirju Uladzimirju Šymaniecu in Evelini Šymanieci (rojeni Paškievič).
Leta 1940, po sovjetski priključitvi Zahodne Belorusije, so Sovjeti njenega očeta aretirali in ga obsodili na pet let zapora v gulagu, a mu je zaradi nemške invazije na ZSSR uspelo pobegniti.
Leta 1944 je družina skupaj s tisoči drugih beguncev pobegnila na Zahod prek Vzhodne Prusije in nazadnje dosegla Dansko, kjer je več let živela v begunskem taborišču. Na poti je umrla Ivonkina mlajša sestra.
Leta 1948 se je njena družina preselila v Francijo in se naselila v Parizu. Člani družine Šymaniec so bili aktivni člani lokalne beloruske skupnosti. Šymaniec je študirala na pariški šoli Beaux-Arts de Paris in nato diplomirala na humanistični fakulteti Sorbonne.
Leta 1959 se je poročila z Jankom Survillom, beloruskim ekonomistom, aktivistom in radijskim voditeljem. Skupaj sta se preselila v Madrid, kjer sta vodila radijski program v beloruščini, ki ga je podpirala Francova Španija.

## V Kanadi
Po ukinitvi radijske postaje leta 1965 sta se Janka in Ivonka Survilla leta 1969 preselila v Kanado, kjer je Ivonka začela delati kot prevajalka za zvezno vlado. Sčasoma je postala vodja prevajalske službe pri kanadskem ministrstvu za zdravje.
V Kanadi je Survilla postala aktivna članica lokalnih beloruskih organizacij.
Leta 1989 je Survilla s pomočjo moža Janka Survilla ter prijateljic Zinaide Gimpelevič in Pauline Paszkievicz-Smith ustanovila Kanadski sklad za pomoč žrtvam černobilske nesreče v Belorusiji. Ta dobrodelna organizacija je zagotovila različne oblike zdravstvene pomoči, povratne obiske zdravstvenega osebja med Kanado in Belorusijo, pomoč v obliki hrane in zdravstveno varstvo otrok na različnih lokacijah v Kanadi.

## Kot predsednica
Survilla je bila leta 1997 izvoljena za predsednico Rade Beloruske ljudske republike. Je prva ženska, ki je predsedovala Radi, in prva predsednica, izvoljena po razpadu Sovjetske zveze in ustanovitvi neodvisne Republike Belorusije.
Survilla redno nagovarja belorusko družbo ob 25. marcu in drugih priložnostih.
Je ustanovna podpisnica Praške deklaracije o evropski vesti in komunizmu.
Leta 2013 je prejela medaljo kanadske kraljice Elizabete II. ob diamantnem jubileju za »življenjsko delo pri obnovi demokracije v Belorusiji«.

## Zasebno življenje
Survilla ima dve hčerki. Ena izmed njiju, Maria Paula Survilla (1964–2020), je bila profesorica etnomuzikologije na Wartburškem kolidžu v Waverlyju v Iowi. Njen mož Janka Survilla je umrl leta 1997 v Ottawi.
Survilla je kot slikarka sodelovala na več kot 30 razstavah.